# دايفيد رودريغيز (لاعب كرة يد)
دايفيد رودريغيز (بالألمانية: David Carvajal) (و. 1978  م) هو لاعب كرة يد إسباني، ولد في توينيخي.